# Белавка (река)
Белавка — река в России, протекает в Воротынском районе Нижегородской области. Устье реки находится в 19 км по левому берегу реки Сура. Длина реки составляет 16 км, площадь бассейна — 67,8 км².
Исток реки у села Березов Майдан близ границы с Чувашией в 15 км к юго-востоку от Воротынца. Река течёт на северо-восток, затем поворачивает на север. Протекает сёла Березов Майдан и Белавка. Приток — ручей Берёзовский (левый).

## Данные водного реестра
По данным государственного водного реестра России относится к Верхневолжскому бассейновому округу, водохозяйственный участок реки — Сура от устья реки Алатырь и до устья, речной подбассейн реки — Сура. Речной бассейн реки — (Верхняя) Волга до Куйбышевского водохранилища (без бассейна Оки).
Код объекта в государственном водном реестре — 08010500412110000040421.